# Tournoi de tennis de Tucson

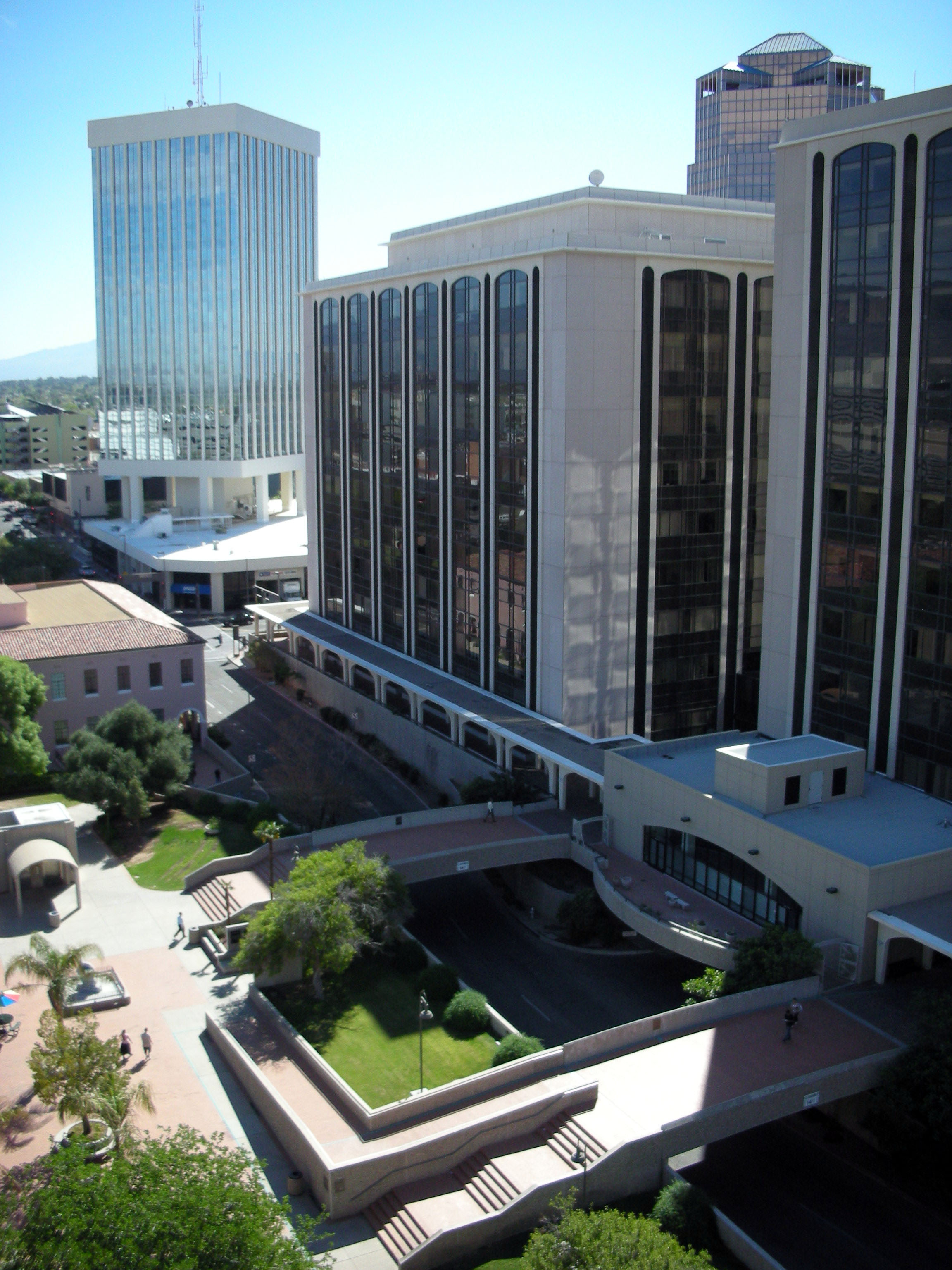
Downtown Tucson

Le tournoi de Tucson (Arizona, États-Unis) est un tournoi de tennis féminin du circuit professionnel WTA et masculin du circuit professionnel ATP.
L'édition féminine a été organisée à quatre reprises entre 1972 et 1980.
L'édition masculine a été organisée en 1970. On peut noter que le American Airlines Tennis Games a été organisé à Tucson en 1974 et 1975.

## Palmarès dames

### Simple
| No       | Date       | Nom et lieu du tournoi                | Catégorie   | Dotation  | Surface         | Vainqueure          | Finaliste           | Score         |         |
| -------- | ---------- | ------------------------------------- | ----------- | --------- | --------------- | ------------------- | ------------------- | ------------- | ------- |
| 1        | 17-02-1964 | Arizona Intercollegiates, Tucson      |             | NC        | Dur (ext.)      | Billie Jean Moffitt | Vicki Palmer        | 2-6, 6-1, 6-0 | Tableau |
| Ère Open |            |                                       |             |           |                 |                     |                     |               |         |
| 2        | 17-04-1972 | Virginia Slims Conquistadores, Tucson | WT Pro Tour | 18 000 $  | Dur (ext.)      | Billie Jean King    | Françoise Dürr      | 6-0, 6-3      | Tableau |
| 3        | 26-03-1973 | Virginia Slims of Tucson, Tucson      |             | 25 000 $  | Dur (ext.)      | Kerry Melville      | Nancy Richey-Gunter | 6-3, 6-3      | Tableau |
| 4        | 15-04-1977 | L'EGGS Series, Tucson                 |             | 100 000 $ | Dur (ext.)      | Chris Evert         | Martina Navrátilová | 6-3, 7-63     | Tableau |
| 5        | 16-01-1978 | Avon Futures of Tucson, Tucson        | Futures     | 20 000 $  | Dur (ext.)      | Brigitte Cuypers    | Sharon Walsh        | 6-2, 2-6, 6-3 | Tableau |
| 6        | 15-12-1980 | Tucson Open, Tucson                   |             | 75 000 $  | Moquette (int.) | Tracy Austin        | Peanut Louie        | 6-2, 6-0      | Tableau |

### Double
| No       | Date       | Nom et lieu du tournoi               | Catégorie   | Dotation | Surface         | Vainqueures                       | Finalistes                        | Score         |         |
| -------- | ---------- | ------------------------------------ | ----------- | -------- | --------------- | --------------------------------- | --------------------------------- | ------------- | ------- |
| 1        | 17-02-1964 | Arizona Intercollegiates Tucson      |             | NC       | Dur (ext.)      | Susan Behlmar Billie Jean Moffitt | Laurie Callaway Vicki Palmer      | 11-9, 6-3     | Tableau |
| Ère Open |            |                                      |             |          |                 |                                   |                                   |               |         |
| 2        | 17-04-1972 | Virginia Slims Conquistadores Tucson | WT Pro Tour | 18 000 $ | Dur (ext.)      | Kerry Harris Karen Krantzcke      | Judy Tegart-Dalton Françoise Dürr | 6-3, 6-7, 6-3 | Tableau |
| 3        | 26-03-1973 | Virginia Slims of Tucson Tucson      |             | 25 000 $ | Dur (ext.)      | Janet Newberry Pam Teeguarden     | Karen Krantzcke Betty Stöve       | 3-6, 7-6, 7-5 | Tableau |
| 4        | 16-01-1978 | Avon Futures of Tucson Tucson        | Futures     | 20 000 $ | Dur (ext.)      | Carrie Meyer Sharon Walsh         | Valerie Ziegenfuss Ann Kiyomura   | 6-4, 2-6, 6-2 | Tableau |
| 5        | 15-12-1980 | Tucson Open Tucson                   |             | 75 000 $ | Moquette (int.) | Leslie Allen Barbara Potter       | Mary Lou Piatek Wendy White       | 7-6, 6-0      | Tableau |

## Palmarès messieurs

### Simple
| No | Date       | Nom et lieu du tournoi | Catégorie | Dotation | Surface | Vainqueur     | Finaliste   | Score    |  |
| -- | ---------- | ---------------------- | --------- | -------- | ------- | ------------- | ----------- | -------- |  |
| 1  | 12-10-1970 | Tucson WCT, Tucson     |           | NC $     | NC      | Marty Riessen | Roy Emerson | 6-1, 6-4 |  |